# Poranthera obovata
Poranthera obovata là một loài thực vật có hoa trong họ Diệp hạ châu. Loài này được Halford & R.J.F.Hend. mô tả khoa học đầu tiên năm 2005.